# Ernst Tetsch
Ernst Johann Tetsch (ur. 28 października 1916 roku w Karlsruhe, zm. 11 listopada 1993 roku) – niemiecki oficer w Waffen-SS w randze Sturmbannführera Służył w okresie II wojny światowej. Za męstwo został odznaczony Krzyżem Rycerskim Krzyża Żelaznego.

## Służył w następujących jednostkach
- SS-Verfügungstruppen
- 2 Dywizja Pancerna SS Das Reich
- 10 Dywizja Pancerna SS Frundsberg

## Komenda
- 8 (ciężka) Kompania Pancerna, 2 SS Panzer Regiment
- III Batalion Pancerny (T-34),2 SS-Panzer-Regiment (lipiec 1943 - październik 1943)
- I Batalion Pancerny, 10.SS-Panzer-Regiment (1944 - marzec 1945)
- 10 SS-Panzer-Regiment (marzec 1945 - maj 1945)

## Odznaczenia
- Brązowa Odznaka Sportowa SA (1937)[1]
- Odznaka Honorowa Muru Ochronnego (1 kwietnia 1940)[1]
- Krzyż Zasługi Wojennej II klasy z mieczami (1 września 1940)[1]
- Krzyż Żelazny II Klasy (22 lutego 1943)[1]
- Brązowa Odznaka Pancerna (28 lutego 1943)[1]
- Czarna Odznaka za Rany (wrzesień 1943)[1]
- Srebrna Odznaka za Rany (październik 1943)[1]
- Krzyż Żelazny I Klasy (31 grudnia 1943)[1]
- Srebrna Odznaka Pancerna (31 grudnia 1943)[1]
- Krzyż Rycerski Krzyża Żelaznego (28 marca 1945)[1]
- Medal Pamiątkowy 13 marca 1938[1]

## Literatura
- Fellgiebel, Walther-Peer. Die Träger des Ritterkreuzes des Eisernen Kreuzes 1939-1945'.  Friedburg, Niemcy: Podzun-Pallas, 2000. ISBN 3-7909-0284-5.
- Mitcham, Jr.Samuel, Retreat to the Reich, Stackpole books 2007. ISBN 0-8117-3384-X
- Henschler Henri & Fay Will, Armor Battles of the Waffen-SS, 1943-45 Stackpole Books, 2003. ISBN 0-8117-2905-2
- Mitcham Samuel, The German Defeat in the East, 1944-45,Stackpole Books, 2007. ISBN 0-8117-3371-8